# Wskrzeszenie Łazarza (rycina Wita Stwosza)
Wskrzeszenie Łazarza – grafika wykonana przez Wita Stwosza, który znany jest przede wszystkim z twórczości rzeźbiarskiej. W jego oeuvre znalazły się też dzieła wykonane w innych technikach: grafice, rysunku, oraz malarstwa. Rycina znajduje się w Staatliche Sammlungen w Dreźnie.

## Opis i analiza
"Jest to odbitka, najprawdopodobniej miedziorytu, o wymiarach 22x20,8 cm. Przedstawia scenę Wskrzeszenia Łazarza z Ewangelii św. Jana (J,11,1-14). Główna scena jest ukazana niemal na środku kompozycji. Stojący przy grobie po lewej stronie Chrystus wskazuje prawą ręką w stronę Łazarza. Lewą ręką podtrzymuje lekko szaty. Łazarz ukazany jest w momencie wychodzenia z grobu, zwraca się do Chrystusa. W geście złożonych rąk i wyrazie twarzy możemy dostrzec skruchę wskrzeszonego. Tuż za Łazarzem widzimy Marię i Martę. Na twarzy Marty dostrzegamy wyraźne zdumnienie wydarzeniem. Składa ręce i zwraca się w stronę Łazarza. Maria patrzy się w stronę Chrystusa, lekko zasłaniając twarz prawą ręką, zaś lewą podtrzymuje Łazarza. Wśród zgromadzonych wokół głównej sceny odzianych we współczesne Stwoszowi stroje świadków wyróżniają się trzy postaci na pierwszym planie, stojący przed odłożoną płytą grobową. Jeden z nich jest ukazany w pozie oranta, drugi ubrany w zbroję podpierający się lekko łopatą która podtrzymuje w lewej ręce, obok niego ubrany w odzienie z prążkowanym deseniem mężczyzna uzbrojony w szablę ostentacyjnie wyciąga prawą rękę i odwraca się twarzą od sceny głównej. Scenerię stanowi krajobraz miejski, na górze widzimy obwarowania i domy, gdzie można dostrzec pojedyncze postaci, oraz epizod rodzajowy na który stanowi scena dwóch mężczyzn przechodzących przez bramę. W oddali wyłaniają się pagórki i pojedyncze drzewa."
Kompozycja figuralna jest wyraźnie diagonalna. Tworzą ją trzy grupy postaci, ułożone po przekątnej. Sceneria, jak typ ikonograficzny wyraźnie wykazują zależność od malarstwa niderlandzkiego. Nawiązuje do obrazów o tej samej tematyce, zachowanego w Berlinie obrazu pędzla Alberta van Ouwatera oraz Geertgena tot Sint Jansa z paryskiego Luwru. Dostrzegamy także pewne wątki znajome z twórczości krakowskiej (np. Ogrójec Wita Stwosza, myśl taką narzucają przede wszystkim układy draperii i kompozycja.

## Wit Stwosz jako grafik
Do dzisiejszych czasów zachowało się tylko 10 dzieł. Niemniej poświadczają o wszechstronnej twórczości graficznej, oprócz drzeworytów, miedziorytów, Stwosz preferował m.in. technikę suchej igły. Tematyka rycin oscyluje wokół różnorodnych wątków religijnych. Tak więc znamy ryciny z wizerunkami Świętej Genowefy oraz Matki Bożej (Maria z owocem granatu). Ponadto znamy ryciny ukazujące sceny z Ewangelii (Chrystus i żona cudzołożna), oraz wybrane wątki pasyjne (Opłakiwanie). Przedstawienia hagiograficzne reprezentują dwie ryciny (Ścięcie Św. Jakuba, Męczeństwo Św. Katarzyny). Obecny jest również wątek rodzajowy który przejawia się w scenach religijnych takich jak Maria w alkierzu, czy Święta Rodzina, w których widać zainteresowanie architekturą wnętrza. Z kolei Głowica gotycka potwierdza studyjną obserwację detalu architektonicznego.
Od strony formy, kompozycji, Stwosz starał się ukazać każde dzieło inaczej, zachowując jedynie niewielkie analogie w m.in. pozach, układach draperii szat, mimice postaci itp. To może być kluczem do odpowiedzi iż w jego rycinach znajdujemy związki z jego rzeźbami. Trudno jest określić kiedy Stwosz zajął się tą gałęzią twórczości. Opinia naukowa najczęściej lansuje pierwsze lata XVI wieku za czas powstania grafik. Stwosz bez wątpienia musiał znać długą tradycję późnogotyckiej grafiki na terenach Cesarstwa. Główny nurt artystyczny wywodził się z Górnej Nadrenii, do czołowych grafików zalicza się Mistrza E.S. oraz Martina Schongauera.
Wszystkie ryciny oprócz Wskrzeszenia Łazarza przechowywane są w Staatliche Graphishe Sammlung w Monachium.